# Marty Ehrlich
Marty Ehrlich, rodným jménem Martin Lewis Ehrlich (* 31. května 1955) je americký jazzový saxofonista. Studoval hudbu na New England Conservatory v Bostonu a svou kariéru zahájil v roce 1972 jako člen souboru The Human Arts Ensemble. Během své kariéry spolupracoval s mnoha hudebníky, mezi které patří Leroy Jenkins, Erik Friedlander, John Zorn, Mark Dresser, Bobby Previte, Marc Ribot, Gerry Hemingway nebo Andrew Cyrille. Rovněž vydal řadu alb pod svým jménem; patří mezi ně například Sojourn (1999) a Fables (2010). Obě tato alba vyšla u vydavatelství Tzadik Records.